# Sołomieść
Sołomieść (lit. Salamiestis) – miasteczko na Litwie, położone w okręgu poniewieskim, w rejonie kupiszeckim. Liczy 300 mieszkańców (2001). 